# Лукояновский уезд
Лукояновский уезд — административно-территориальная единица в составе Нижегородской губернии Российской империи и РСФСР, существовавшая в 1779—1929 годах. Уездный город — Лукоянов.

## История
Лукояновский уезд в составе Нижегородского наместничества был образован в 1779 году в ходе административной реформы Екатерины II. В 1796 году наместничество было преобразовано в Нижегородскую губернию.
6 июня 1817 года центр Лукояновского уезда был перенесён в село Мадаево, а сам уезд переименован в Мадаевский уезд. 12 марта 1820 года это решение было отменено.
В 1921—1923 годах из состава уезда выделялся Починковский уезд.
27 апреля 1923 года к Лукояновскому уезду была присоединена Ташинская волость упразднённого Ардатовского уезда.
14 января 1929 года Нижегородская губерния и все её уезды были упразднены, большая часть Лукояновского уезда вошла в состав Лукояновского района Нижегородской области.

## Население
По данным переписи 1897 года в уезде проживало 193 454 чел. В том числе русские — 85,2 %; мордва — 14,3 %. В уездном городе Лукоянове проживало 2 117 чел., в заштатных Починках — 9 851 чел.
По итогам всесоюзной переписи населения 1926 года население уезда составило 320 085 человек, из них городское — 21 643 человек.

## Административное деление
В 1890 году в состав уезда входило 23 волости:
| № п/п | Волость                | Волостное правление  | Число селений | Население |
| ----- | ---------------------- | -------------------- | ------------- | --------- |
| 1     | Азрапинская            | с. Азрапино          | 3             | 8929      |
| 2     | Байковская             | с. Байково           | 7             | 11043     |
| 3     | Больше-Арская          | с. Большая Аря       | 8             | 6647      |
| 4     | Больше-Болдинская      | с. Большое Болдино   | 11            | 7951      |
| 5     | Больше-Полянская       | с. Большие Поляны    | 5             | 6193      |
| 6     | Ичалковская            | с. Ичалки            | 5             | 8726      |
| 7     | Кочкуровская           | с. Кочкурово         | 4             | 11405     |
| 8     | Крюковская             | с. Крюковка          | 8             | 8546      |
| 9     | Лобасковская           | с. Лобаски           | 10            | 7586      |
| 10    | Лукояновская           | г. Лукоянов          | 6             | 6457      |
| 11    | Мадаевская             | с. Мадаево           | 5             | 10108     |
| 12    | Маресевская            | с. Маресево          | 8             | 7877      |
| 13    | Михайловская           | с. Михайловка        | 6             | 5877      |
| 14    | Никитинская            | с. Никитино          | 4             | 8355      |
| 15    | Ново-Слободская        | с. Новая Слобода     | 10            | 6968      |
| 16    | Оброчинская            | с. Оброчное          | 9             | 6862      |
| 17    | Починковская           | г. Починки           | 7             | 16027     |
| 18    | Протасовская           | с. Протасово         | 8             | 5462      |
| 19    | Салдаманово-Майданская | с. Салдаманов Майдан | 6             | 6494      |
| 20    | Симбуховская           | с. Симбухово         | 11            | 6329      |
| 21    | Темяшевская            | с. Темяшево          | 10            | 9526      |
| 22    | Тольско-Майданская     | с. Тольский Майдан   | 11            | 10465     |
| 23    | Шутиловская            | с. Шутилово          | 16            | 8297      |

В 1913 году в уезде было также 23 волости.
В 1926 году в уезде было 11 волостей:
- Больше-Аратская,
- Больше-Маресевская,
- Василево-Майданская,
- Кемлинская,
- Лукояновская,
- Наруксовская,
- Ново-Слободская,
- Починковская,
- Пойская,
- Пеля-Хованская,
- Шутиловская.

## Кустарные промыслы в фотографиях конца XIX века
Взяты из издания: Нижегородская губерния по исследованиям губернского земства. Выпуск II: Плотников М. А. Кустарные промыслы Нижегородской губернии. — СПб., 1896.